# II-32
II-32 — серия панельных пятиэтажных многосекционных жилых домов, 85 % домов снесены, одна из первых серий индустриального домостроения, основа некоторых районов массовой жилой застройки 1960-х годов. Отличительная особенность: балконы опираются на подпорки, идущие от фундамента до последнего этажа. Это один из ранних типов домов которые получили в народе название: «хрущёвки».

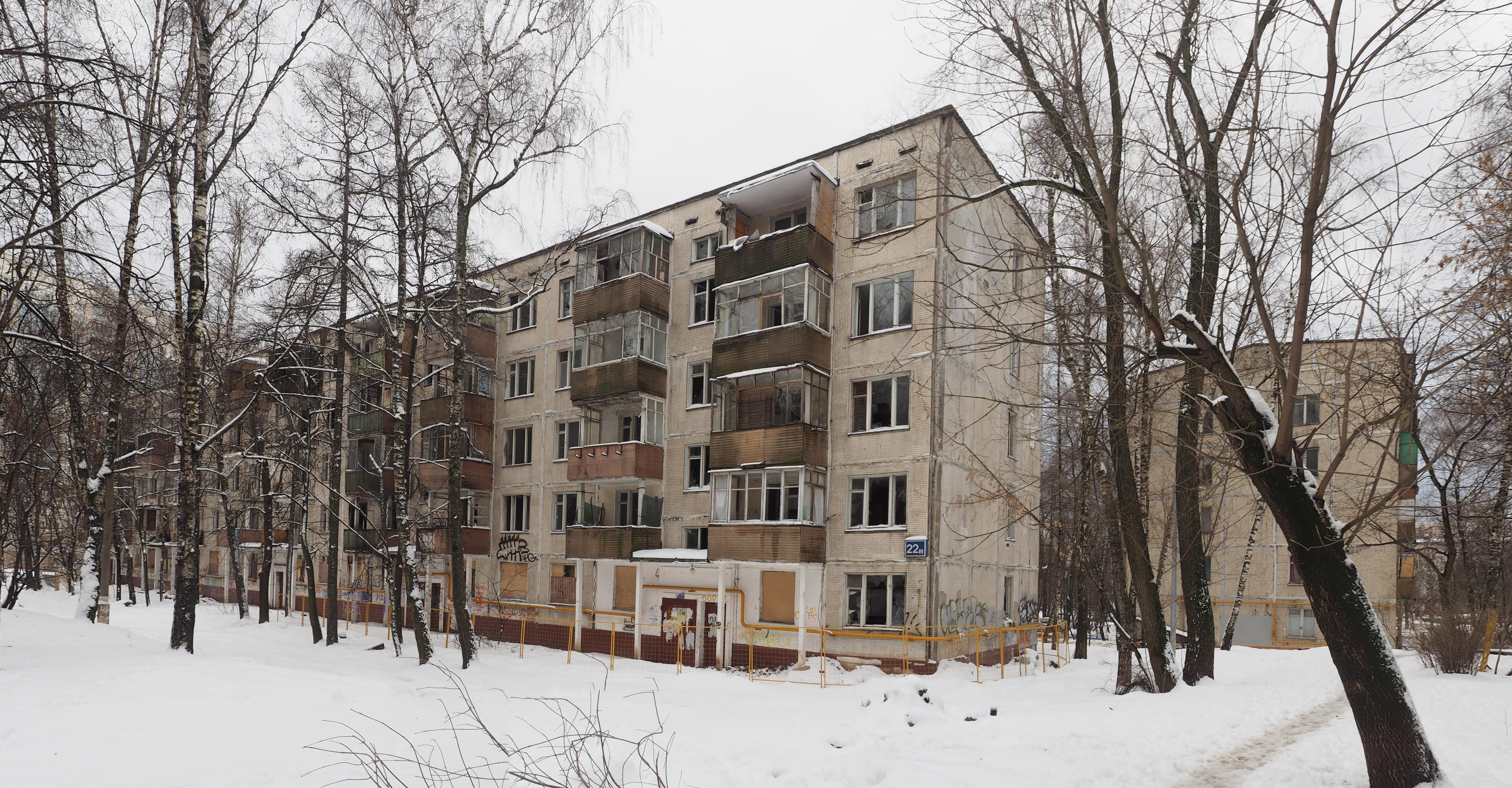
Общий вид дома II-32

## Описание

Общий вид дома II-32 со стороны входов и балконов

В домах предусмотрены одно-, двух- и трехкомнатные квартиры с раздельными и совмещёнными санузлами, по три квартиры на этаже. Высота потолка — 2,60 м. Наружные стены фасадов сделаны из виброкирпичных панелей (то есть из панелей, которые были получены путём вибрационного спрессовывания кирпичей и раствора на предварительной стадии, то есть на заводе) толщиной 320 мм (в два кирпича) с утеплением из крупнопористого керамзитобетона. Внутренние стены — виброкирпичные панели в один кирпич. Расчёты показывали, что несущие свойства виброкирпичных панелей в два раза выше, чем у обычной стены из кирпича, однако за счёт меньшей толщины и большего заполнения раствором пустот многие положительные свойства кирпичных домов терялись. Перекрытия и внешние торцевые стены — железобетонные панели.
В домах отсутствуют лифты, но присутствуют мусоропроводы. Отопление, холодное и горячее водоснабжение — централизованные.

Клапан мусоропровода

Существует также версия домов серии II-32-130 с малогабаритными квартирами. Несколько таких домов было на Зеленоградской улице и улице Новинки в Москве. В настоящее время остался всего один такой дом в Перово (Зелёный проспект, дом 25 корпус 3), который почему-то выпал из программы сноса. Дома во 2-м и 3-м микрорайонах Зеленограда также снесены. В этом случае балконов нет, торцы глухие, состоящие из четырех белых квадратных панелей, а в подъезде может быть по 8—10 квартир на этаже. Часть фасадных панелей имеет по два узких вертикальных окошка — это окошки кухонь одновременно двух соседних квартир. Имеется также версия, которая в плане имеет форму лестницы (114 корпус Зеленограда). После окончания производства панелей для серии II-32 было построено ещё несколько десятков домов с малогабаритными квартирами, но уже с чисто кирпичными стенами (серия I-511-130).

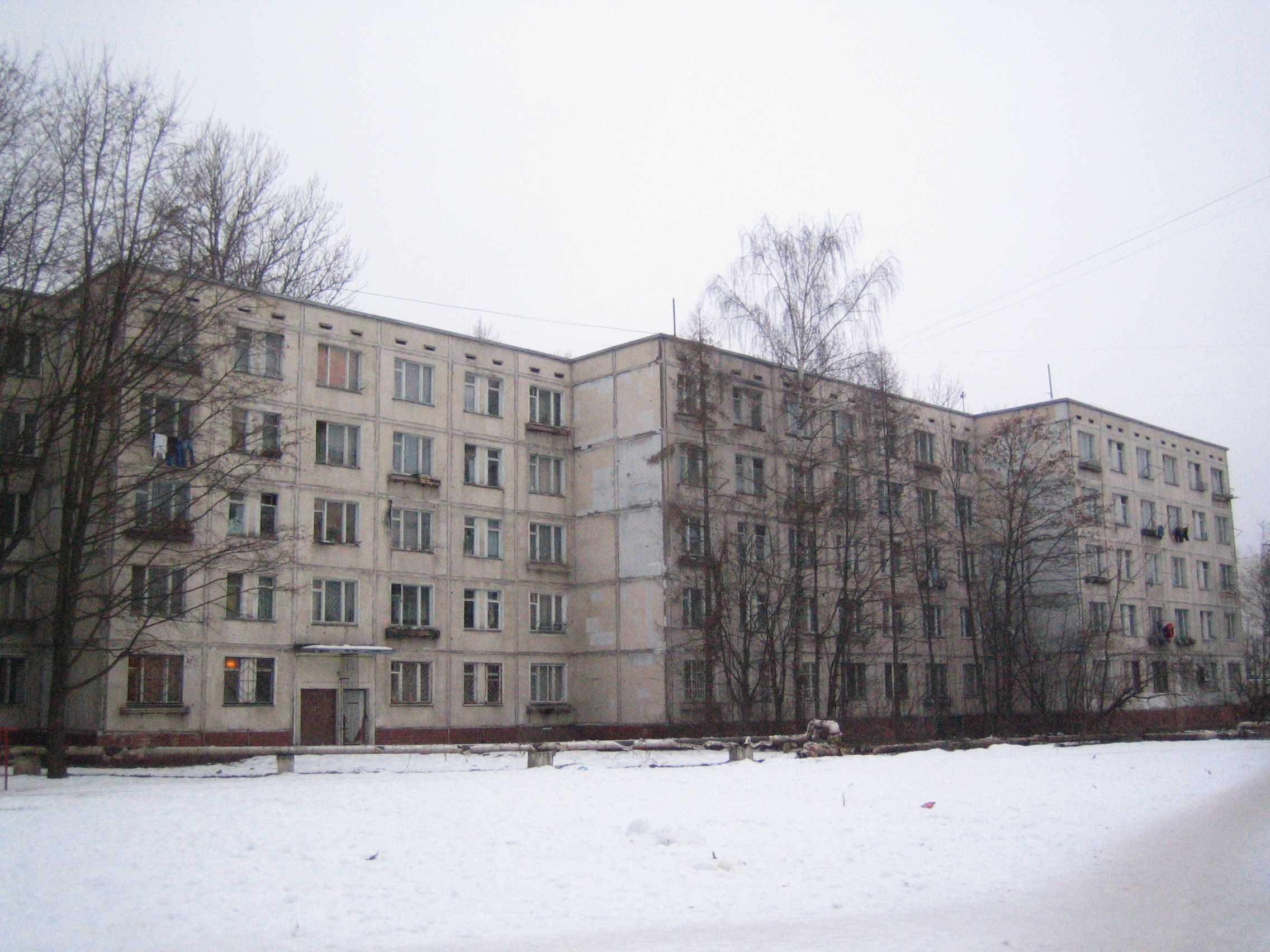
Дом II-32 с малогабаритными квартирами (версия в форме лестницы), Зеленоград (Москва), к114, снесён

Помимо Москвы, встречаются в отдельных городах Московской области, но гораздо реже, чем К-7.
В 1990-е годы на месте снесенных домов этой же серии строилась П-44.

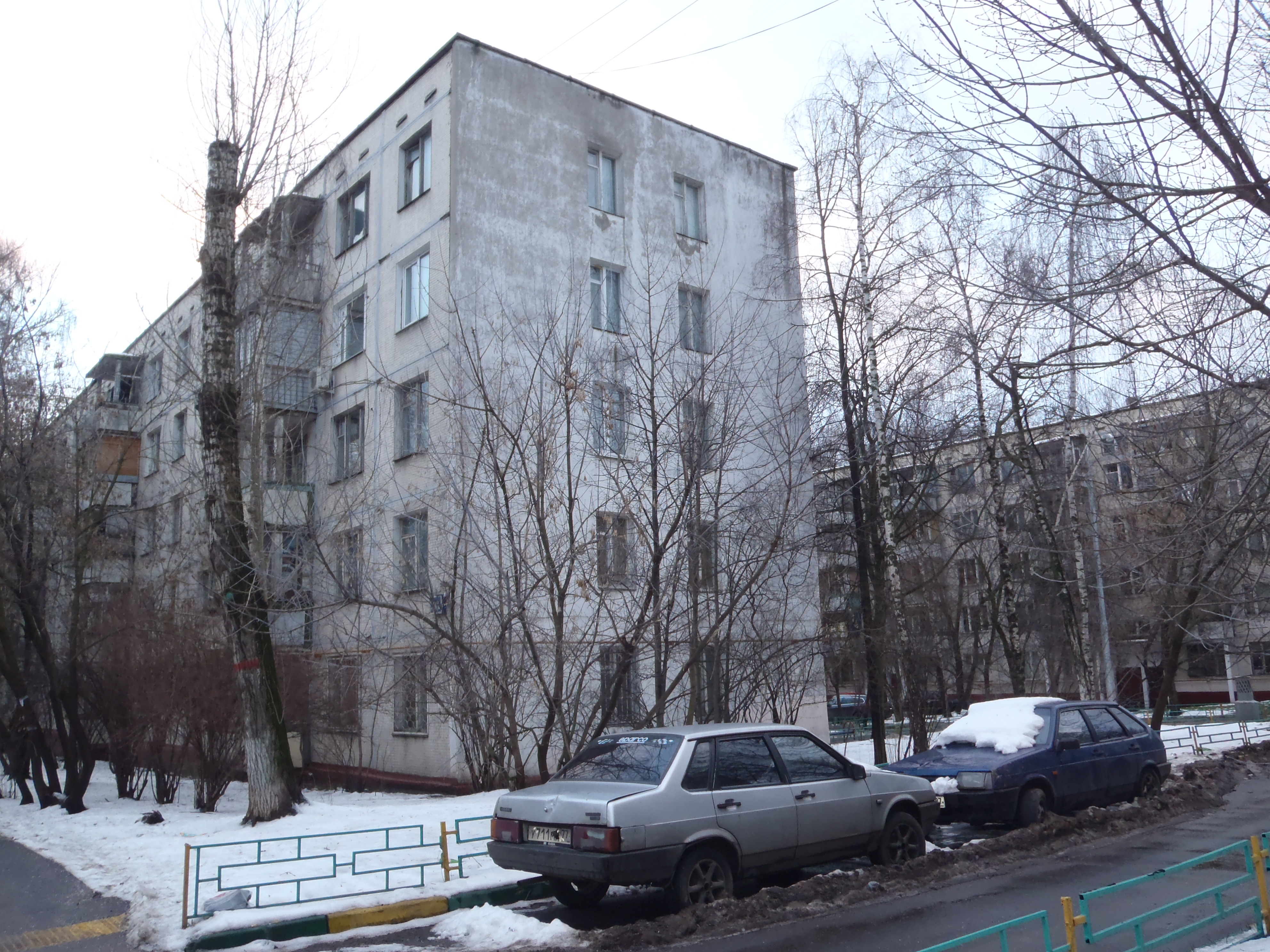
Два дома серии II-32 на улице Генерала Глаголева, снесены